# Войтенки
Войтенки (укр. Війтенки) — село в Валковской городской общине Богодуховского района Харьковской области Украины. До 2020 года село входило в состав Барановского сельского совета Валковского района.
Код КОАТУУ — 6321280502. Численность населения по переписи 2001 года составляет 54 (25/29 м/ж) человека.

## Географическое положение
Село Войтенки находится в 4-х км от реки Мокрый Мерчик (левый берег).
В 2-х км проходит железная дорога, станция Бараново.
Рядом с селом небольшой лесной массив (дуб).

## История
- 1750 — дата основания.

## Достопримечательности
- Братская могила жертв фашизма. Похоронено 25 чел.
- Около села Войтенки германо-славянская экспедиция Харьковского национального университета имени В. Н. Каразина исследует поселение черняховской культуры[1] (го́тов). Обнаружены фибулы, пряжки, оружие, орудия труда, украшения, глиняная посуда, серебряные римские монеты. Экспедиция занимается исследованием могильника, на котором к 2010 году изучено 126 погребений, к 2015 году — 209 погребений. Всего, предполагают исследователи, под Войтенками находится около трёхсот захоронений. Археологи утверждают, что это один из самых больших черняховских могильников в Восточной Украине.